# Гончарівський бульвар
Гончарівський бульвар — вулиця міста Харкова, розташована в Новобаварському районі. Починається від Полтавського Шляху, йде на південь, перетинає річку Лопань по Гончарівському мосту, далі йде до Москалівської вулиці.

## Історія і назва

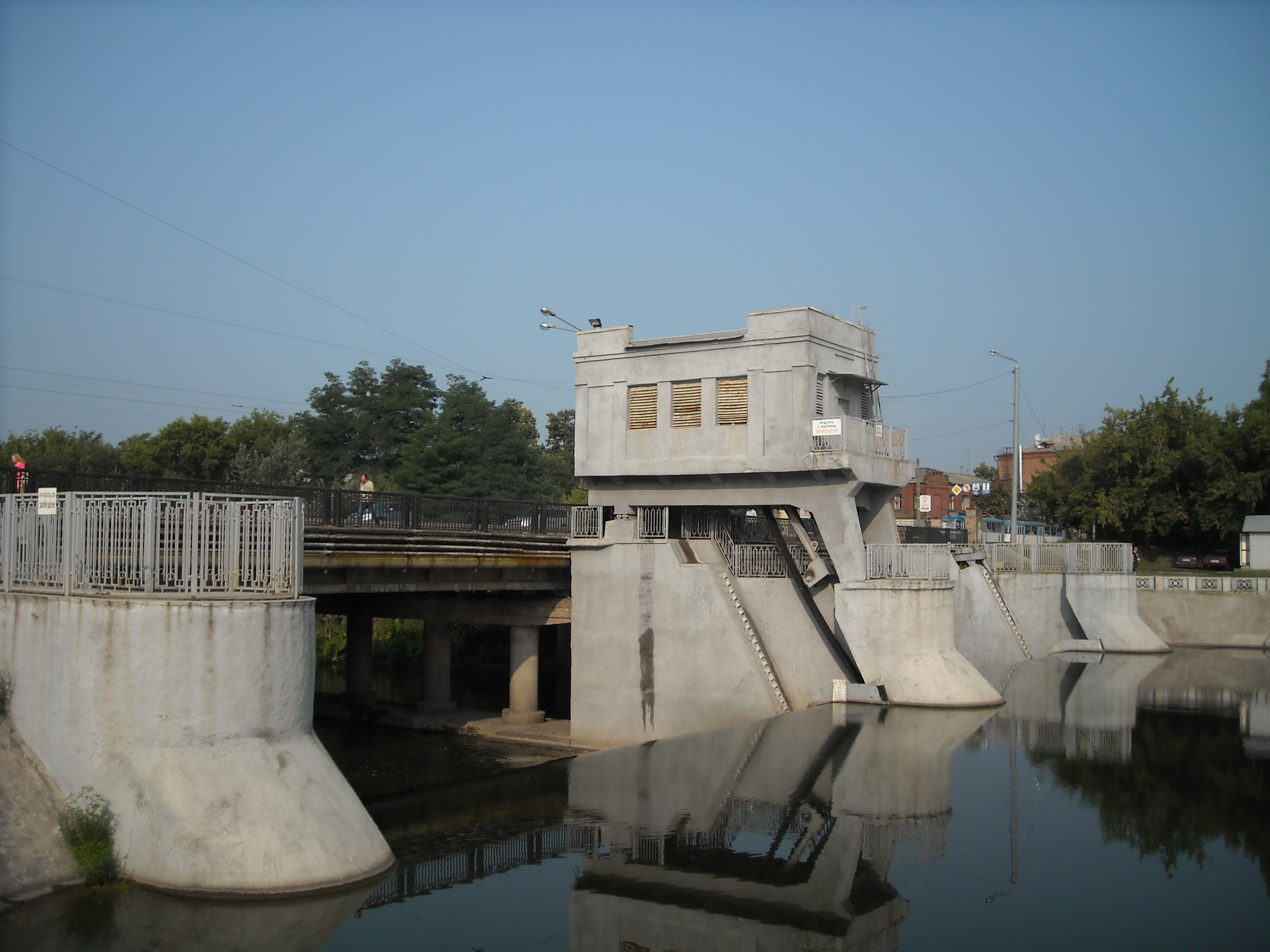
Гончарівський міст і гребля

Місцевість, якою зараз проходить Гончарівський бульвар, була заселена, як підгородня слобода, у другій пол. XVII століття. На картах зафіксована назва «Довгалівка» і, пізніше, «Гончарівка». Ця назва затвердилась за слободою, оскільки її жителі заробляли на життя гончарством. На поч. XIX ст. на місці колишньої Гончарівської левади утворилася Середньо-Гончарівська вулиця, яку в 1894 році перейменували на Гончарівський бульвар.
У 1937 р., на честь 20-ї річниці Жовтневого перевороту 1917 року, через річку Лопань побудували греблю, для підпору води на Харківських річках.
У 1960-х роках проклали трамвайну лінію від вулиці Жовтневої Революції (зараз Москалівська вулиця) до вокзалу «Харків-Пасажирський». Для цього підірвали Преображенську Церкву, яка стояла на перехресті.
У 1973 році вулиці було присвоєне ім'я маршала Івана Конєва. Тоді ж на буд. № 2 було встановлено анотаційну дошку.
18 серпня 2023 року Харківська міська рада на виконання Закону України «Про засудження комуністичного та націонал-соціалістичного тоталітарних режимів та заборону використання їх символіки» перейменувала вулицю маршала Конєва, повернувши історичну назву Гончарівський бульвар.

## Будинки

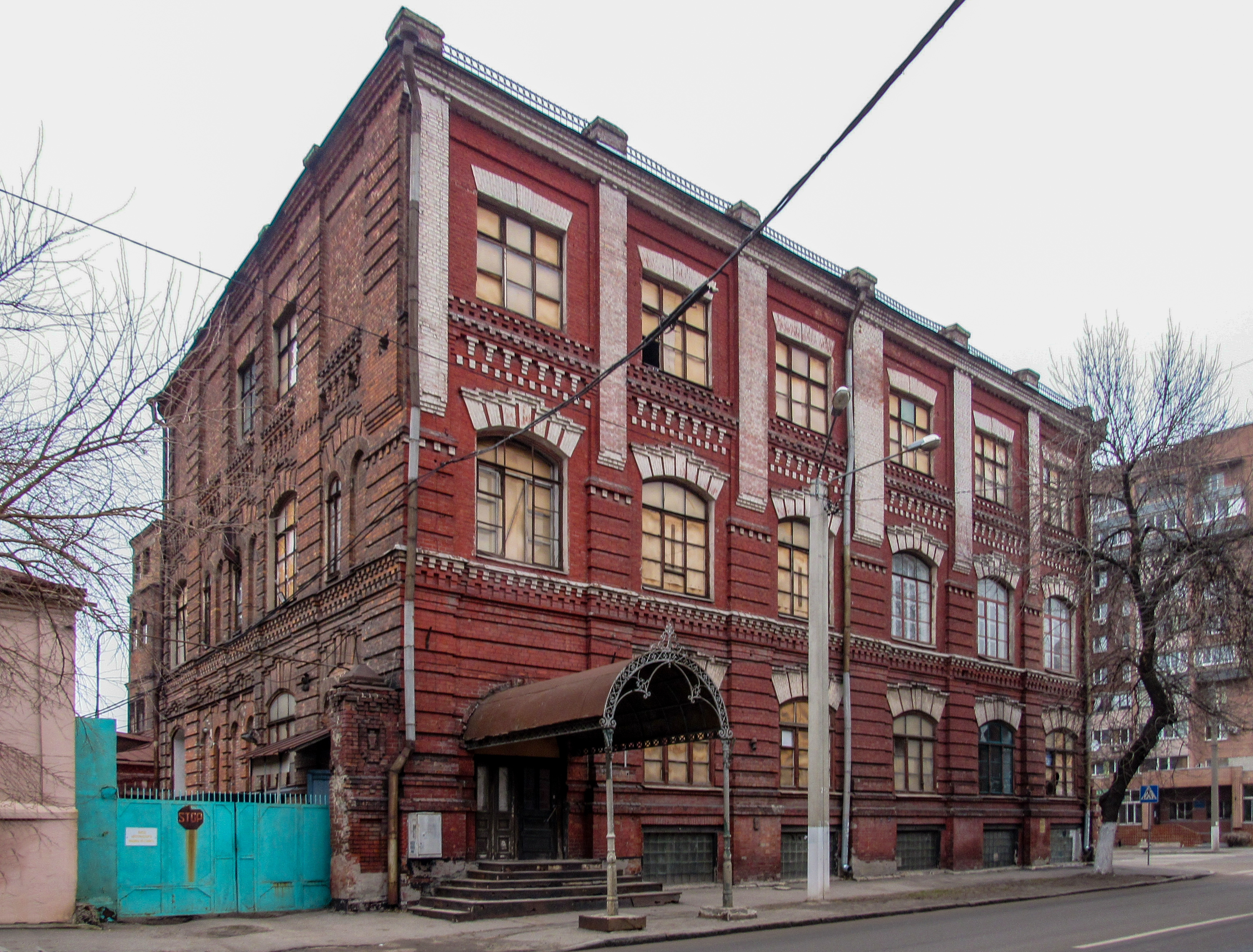
Буд. № 10/2. Друкарня Товариства «Типографія С. П. Яковлева», боковий фасад

- Буд. № 2 — склади митниці, кінець ХІХ — початок XX ст., архітектор невідомий, пам'ятка архітектури місцевого значення № 7207-Ха.
- Буд. № 7 — КП «Харківський міський ломбард»[3]. В цій же будівлі розміщується КП «Харківський міський архів»[4].
- Буд. № 10/2 — Друкарня Товариства «Типографія С.П. Яковлева» (Харків), побудована у 1898-1900 роках, архітектор невідомий. Закинута з 2010 року, у 2021 році розпочалася ревіталізація споруди[5]. Нині тут розташований культурно-громадський центр DRUK[6]. Пам'ятка архітектури та містобудування місцевого значення № 7208-Ха.
- Буд. № 13 — Центральна дитяча бібліотека ЦБС Новобаварського району[7].
- Буд. № 16 — Науково-дослідний і проєктно-конструкторський інститут автоматизованих систем управління транспортом газу, філія ДП «Науканафтогаз» НАК «Нафтогаз України»[8].
- Буд. № 17 — Дитяча школа мистецтв № 4 ім. М. Д. Леонтовича[9].
- Буд. № 20 — Харківська місцева прокуратура № 2. Новобаварський відділ[10].
- Буд. № 21 — Асоціація «Харківнафтомаш»[11].

## Транспорт
Гончарівським бульваром ходить громадський транспорт:
- Трамвай — маршрут № 7.
- Тролейбус — маршрут № 11. Напроти ломбарду розташована кінцева зупинка «Гончарівський бульвар».
- Автобус — маршрути № 67е, 238е, 258е, 303е.

Зупинки громадського транспорту: Вул. Полтавський Шлях — Нетіченська набережна — Вул. Катерининська.